# Reichstagswahlkreis Regierungsbezirk Marienwerder 2

Die Wahlkreisaufteilung des Deutschen Reichs.

Der Reichstagswahlkreis Provinz Westpreußen – Regierungsbezirk Marienwerder 2 (Wahlkreis 24; Wahlkreis Rosenberg-Löbau) war ein Wahlkreis für die Reichstagswahlen im Deutschen Reich und im Norddeutschen Bund von 1867 bis 1918.

## Wahlkreiszuschnitt
Der Wahlkreis umfasste den Kreis Rosenberg in Westpreußen und den Kreis Löbau.
| Jahr | Einwohner |
| ---- | --------- |
| 1890 | 101.052   |
| 1895 | 104.282   |
| 1900 | 106.848   |
| 1905 | 110.578   |
| 1910 | 113.587   |

|      | Landwirtschaft | Industrie und Gewerbe | Handel und Dienstleistungen |
| ---- | -------------- | --------------------- | --------------------------- |
| 1895 | 67,8           | 15,7                  | 16,5,                       |
| 1907 | 68,2           | 15,7                  | 16,1                        |

|      | Evangelisch | Katholisch |
| ---- | ----------- | ---------- |
| 1890 | 54,4        | 47,0       |
| 1905 | 49,7        | 49,4       |
| 1910 | 49,3        | 49,4       |

## Abgeordnete
| Wahl                                | Abgeordneter                       | Partei             | Bild |
| ----------------------------------- | ---------------------------------- | ------------------ | ---- |
| Reichstagswahl Februar 1867         | Siegfried von Brünneck-Bellschwitz | Konservativ        | 0    |
| Reichstagswahl August 1867 bis 1890 | Rodrigo zu Dohna-Finckenstein      | Konservativ        |      |
| Reichstagswahl 1890 bis 1898        | Theophil Rzepnikowski              | Polnische Fraktion | 0    |
| Reichstagswahl 1898 bis 1903        | Eckart von Bonin                   | Reichspartei       | 0    |
| Reichstagswahl 1903 bis 1907        | Julius Walzer                      | Reichspartei       | 0    |
| Reichstagswahl 1907 bis 1912        | Konrad Finck von Finckenstein      | Konservativ        | 0    |
| Reichstagswahl 1912 bis 1913        | Johannes Zürn                      | Reichspartei       |      |
| Nachwahl 1914 bis 1918              | Siegfried von Brünneck             | Reichspartei       |      |

## Wahlen

### 1867 (Februar)
Es fand nur ein Wahlgang statt.
| Kandidat                           | Partei      | Stimmen | in % | Anmerkungen |
| ---------------------------------- | ----------- | ------- | ---- | ----------- |
| Siegfried von Brünneck-Bellschwitz | Konservativ | 8567    | 0    | 0           |
| 0                                  | Polen       | 6264    | 0    | 0           |

### 1867 (August)
Es fand nur ein Wahlgang statt.
| Kandidat                      | Partei      | Stimmen | in % | Anmerkungen |
| ----------------------------- | ----------- | ------- | ---- | ----------- |
| Rodrigo zu Dohna-Finckenstein | Konservativ | 6969    | 0    | 0           |

### 1871
Es fand nur ein Wahlgang statt.
| Kandidat                      | Partei      | Stimmen | in % | Anmerkungen |
| ----------------------------- | ----------- | ------- | ---- | ----------- |
| Rodrigo zu Dohna-Finckenstein | Konservativ | 6155    | 0    | 0           |
| 0                             | Polen       | 5001    | 0    | 0           |
| Sonstige                      | 0           | 7       | 0    | 0           |

### 1874
Es fand nur ein Wahlgang statt.
| Kandidat                      | Partei      | Stimmen | in % | Anmerkungen |
| ----------------------------- | ----------- | ------- | ---- | ----------- |
| Rodrigo zu Dohna-Finckenstein | Konservativ | 6922    | 0    | 0           |
| 0                             | Polen       | 5962    | 0    | 0           |
| Sonstige                      | 0           | 2       | 0    | 0           |

### 1877
Es fand nur ein Wahlgang statt.
| Kandidat                      | Partei      | Stimmen | in % | Anmerkungen |
| ----------------------------- | ----------- | ------- | ---- | ----------- |
| Rodrigo zu Dohna-Finckenstein | Konservativ | 7461    | 0    | 0           |
| 0                             | Polen       | 6289    | 0    | 0           |
| Sonstige                      | 0           | 2       | 0    | 0           |

### 1878
Es fand nur ein Wahlgang statt.
| Kandidat                      | Partei      | Stimmen | in % | Anmerkungen |
| ----------------------------- | ----------- | ------- | ---- | ----------- |
| Rodrigo zu Dohna-Finckenstein | Konservativ | 7752    | 0    | 0           |
| 0                             | Polen       | 6009    | 0    | 0           |
| Sonstige                      | 0           | 12      | 0    | 0           |

### 1881
Es fanden zwei Wahlgänge statt. Im ersten Wahlgang ergab sich folgendes Ergebnis:
| Kandidat                      | Partei      | Stimmen | in % | Anmerkungen |
| ----------------------------- | ----------- | ------- | ---- | ----------- |
| Rodrigo zu Dohna-Finckenstein | Konservativ | 4911    | 0    | 0           |
| 0                             | LibD        | 2162    | 0    | 0           |
| 0                             | Polen       | 5790    | 0    | 0           |
| Sonstige                      | 0           | 3       | 0    | 0           |

In der Stichwahl ergab sich folgendes Ergebnis:
| Kandidat                      | Partei      | Stimmen | in % | Anmerkungen |
| ----------------------------- | ----------- | ------- | ---- | ----------- |
| Rodrigo zu Dohna-Finckenstein | Konservativ | 7177    | 0    | 0           |
| 0                             | Polen       | 5829    | 0    | 0           |

### 1884
Es fanden zwei Wahlgänge statt. Die Zahl der Wahlberechtigten betrug 18.396 und die Zahl der abgegebenen Stimmen im ersten Wahlgang 14.191 von denen 15 ungültig waren. Die Wahlbeteiligung betrug 77,2 %. Im ersten Wahlgang ergab sich folgendes Ergebnis:
| Kandidat                      | Partei      | Stimmen | in % | Anmerkungen |
| ----------------------------- | ----------- | ------- | ---- | ----------- |
| Rodrigo zu Dohna-Finckenstein | Konservativ | 6444    | 0    | 0           |
| 0                             | F           | 1423    | 0    | 0           |
| 0                             | Polen       | 6322    | 0    | 0           |
| Sonstige                      | 0           | 2       | 0    | 0           |

In der Stichwahl betrug die Zahl der abgegebenen Stimmen 15.399 von denen 11 ungültig waren. Die Wahlbeteiligung betrug 83,8 %. Es ergab sich folgendes Ergebnis:
| Kandidat                      | Partei      | Stimmen | in % | Anmerkungen |
| ----------------------------- | ----------- | ------- | ---- | ----------- |
| Rodrigo zu Dohna-Finckenstein | Konservativ | 5405    | 0    | 0           |
| 0                             | Polen       | 6994    | 0    | 0           |

### 1887
Es fand nur ein Wahlgang statt. Die Zahl der Wahlberechtigten betrug 19.334 und die Zahl der abgegebenen Stimmen 14.011 von denen 15 ungültig waren. Die Wahlbeteiligung betrug 88,3 %. Es ergab sich folgendes Ergebnis:
| Kandidat                      | Partei      | Stimmen | in % | Anmerkungen |
| ----------------------------- | ----------- | ------- | ---- | ----------- |
| Rodrigo zu Dohna-Finckenstein | Konservativ | 9567    | 0    | 0           |
| 0                             | F           | 399     | 0    | 0           |
| 0                             | Polen       | 7041    | 0    | 0           |
| Sonstige                      | 0           | 4       | 0    | 0           |

### 1890
Es sind keine Wahlkreisabkommen der Parteien für diese Wahl bekannt. Es fanden zwei Wahlgänge statt. Die Zahl der Wahlberechtigten betrug 19.190 und die Zahl der abgegebenen Stimmen im ersten Wahlgang 16.586 von denen 9 ungültig waren. Die Wahlbeteiligung betrug 86,4 %. Im ersten Wahlgang ergab sich folgendes Ergebnis:
| Kandidat              | Partei      | Stimmen | in % | Anmerkungen |
| --------------------- | ----------- | ------- | ---- | ----------- |
| 0                     | Konservativ | 5748    | 34,7 | 0           |
| 0                     | DF          | 3605    | 21,7 | 0           |
| Theophil Rzepnikowski | Polen       | 7114    | 42,9 | 0           |
| 0                     | Zentrum     | 84      | 0,5  | 0           |
| Sonstige              | 0           | 26      | 0,2  | 0           |

In der Stichwahl betrug die Zahl der abgegebenen Stimmen 16.746 von denen 57 ungültig waren. Die Wahlbeteiligung betrug 87,3 %. Es ergab sich folgendes Ergebnis:
| Kandidat              | Partei      | Stimmen | in % | Anmerkungen |
| --------------------- | ----------- | ------- | ---- | ----------- |
| 0                     | Konservativ | 8217    | 49,2 | 0           |
| Theophil Rzepnikowski | Polen       | 8472    | 50,8 | 0           |

### 1893
Es sind keine Wahlkreisabkommen der Parteien für den ersten Wahlgang bekannt. Es fanden zwei Wahlgänge statt. Die Zahl der Wahlberechtigten betrug 18.874 und die Zahl der abgegebenen Stimmen im ersten Wahlgang 15.194 von denen 46 ungültig waren. Die Wahlbeteiligung betrug 80,5 %. Im ersten Wahlgang ergab sich folgendes Ergebnis:
| Kandidat                      | Partei      | Stimmen | in % | Anmerkungen |
| ----------------------------- | ----------- | ------- | ---- | ----------- |
| Elard von Oldenburg-Januschau | Konservativ | 6496    | 42,9 | 0           |
| Reibnitz                      | FVP         | 1488    | 9,8  | 0           |
| Theophil Rzepnikowski         | Polen       | 6937    | 45,8 | 0           |
| Jochem                        | SPD         | 208     | 1,3  | 0           |
| Sonstige                      | 0           | 19      | 0,2  | 0           |

Der lokale Wahlverein der freisinnigen Volkspartei rief in der Stichwahl zur Wahl des polnischen Kandidaten auf, da dieser „im Ruf des politischen Liberalismus“ stünde. In der Stichwahl betrug die Zahl der abgegebenen Stimmen 15.737 von denen 31 ungültig waren. Die Wahlbeteiligung betrug 83,4 %. Es ergab sich folgendes Ergebnis:
| Kandidat                      | Partei      | Stimmen | in % | Anmerkungen |
| ----------------------------- | ----------- | ------- | ---- | ----------- |
| Elard von Oldenburg-Januschau | Konservativ | 7488    | 47,7 | 0           |
| Theophil Rzepnikowski         | Polen       | 8218    | 52,3 | 0           |

### 1898
Der BdL wollte erneut Elard von Oldenburg-Januschau als Kandidaten vorschlagen. Die Rede des Landrats Bonin auf der „deutschen Wählerversammlung“ der Konservativen und des BdL stieß jedoch auf überwältigenden Beifall und sicherte ihm die Nominierung. Es fand nur ein Wahlgang statt. Die Zahl der Wahlberechtigten betrug 19.980 und die Zahl der abgegebenen Stimmen 17.754 von denen 23 ungültig waren. Die Wahlbeteiligung betrug 88,9 %. Es  ergab sich folgendes Ergebnis:
| Kandidat              | Partei       | Stimmen | in % | Anmerkungen |
| --------------------- | ------------ | ------- | ---- | ----------- |
| Theophil Rzepnikowski | Polen        | 8054    | 45,4 | 0           |
| Eckart von Bonin      | Reichspartei | 9530    | 53,8 | 0           |
| Franz Storch          | SPD          | 111     | 0,6  | 0           |
| Lieber                | Zentrum      | 32      | 0,2  | 0           |
| Sonstige              | 0            | 4       | 0,0  | 0           |

### 1903
Der bisherige Mandatsinhaber Bonin wurde von den Konservativen im Kreis Löbau unterstützt. Die Konservativen im Kreis Rosenberg unterstützten stattdessen aber den Großgrundbesitzer Hoverbeck. NLP und die freisinnigen Parteien lehnten Hoverbeck kategorisch ab. Auf einer Versammlung der genannten Parteien am 23. April 1903 wurde Wittergutsbesitzer Walzer als Kompromisskandidat der Parteien bestimmt. Es fand nur ein Wahlgang statt. Die Zahl der Wahlberechtigten betrug 21.139 und die Zahl der abgegebenen Stimmen 18.632 von denen 47 ungültig waren. Die Wahlbeteiligung betrug 88,1 %. Es  ergab sich folgendes Ergebnis:
| Kandidat              | Partei       | Stimmen | in % | Anmerkungen |
| --------------------- | ------------ | ------- | ---- | ----------- |
| Theophil Rzepnikowski | Polen        | 8534    | 45,9 | 0           |
| Julius Walzer         | Reichspartei | 9356    | 50,3 | 0           |
| Vierrether            | SPD          | 554     | 3,0  | 0           |
| 0                     | Zentrum      | 120     | 0,7  | 0           |
| Sonstige              | 0            | 21      | 0,1  | 0           |

### 1907
Die „deutschen Parteien“ benannten Fink von Finckenstein als gemeinsamen Kandidaten. Es fand nur ein Wahlgang statt. Die Zahl der Wahlberechtigten betrug 21.212 und die Zahl der abgegebenen Stimmen 20.069 von denen 33 ungültig waren. Die Wahlbeteiligung betrug 94,6 %. Es  ergab sich folgendes Ergebnis:
| Kandidat                      | Partei      | Stimmen | in % | Anmerkungen |
| ----------------------------- | ----------- | ------- | ---- | ----------- |
| Czarlinkski                   | Polen       | 8635    | 43,1 | 0           |
| Konrad Finck von Finckenstein | Konservativ | 11.149  | 55,7 | 0           |
| Trilse                        | SPD         | 148     | 0,7  | 0           |
| Spahn                         | Zentrum     | 83      | 0,4  | 0           |
| Sonstige                      | 0           | 21      | 0,1  | 0           |

### 1912
Die Zahl der Wahlberechtigten betrug 21.703 und die Zahl der abgegebenen Stimmen 20.305 von denen 50 ungültig waren. Die Wahlbeteiligung betrug 93,6 %. Es  ergab sich folgendes Ergebnis:
| Kandidat      | Partei       | Stimmen | in % | Anmerkungen |
| ------------- | ------------ | ------- | ---- | ----------- |
| Lamparski     | Polen        | 8778    | 43,3 | 0           |
| Johannes Zürn | Reichspartei | 11.119  | 54,9 | 0           |
| Neumann       | SPD          | 309     | 1,5  | 0           |
| Spahn         | Zentrum      | 35      | 0,2  | 0           |
| Sonstige      | 0            | 14      | 0,1  | 0           |

### Nachwahl 1914
Nach dem Tod von Johannes Zürn fand am 21. Januar 1914 eine Ersatzwahl statt. Es  ergab sich folgendes Ergebnis:
| Kandidat               | Partei       | Stimmen | in % | Anmerkungen |
| ---------------------- | ------------ | ------- | ---- | ----------- |
| Raszkowski             | Polen        | 8146    | 41,6 | 0           |
| Siegfried von Brünneck | Reichspartei | 11.434  | 58,3 | 0           |
| Sonstige               | 0            | 28      | 0,1  | 0           |